# Lajos Kű

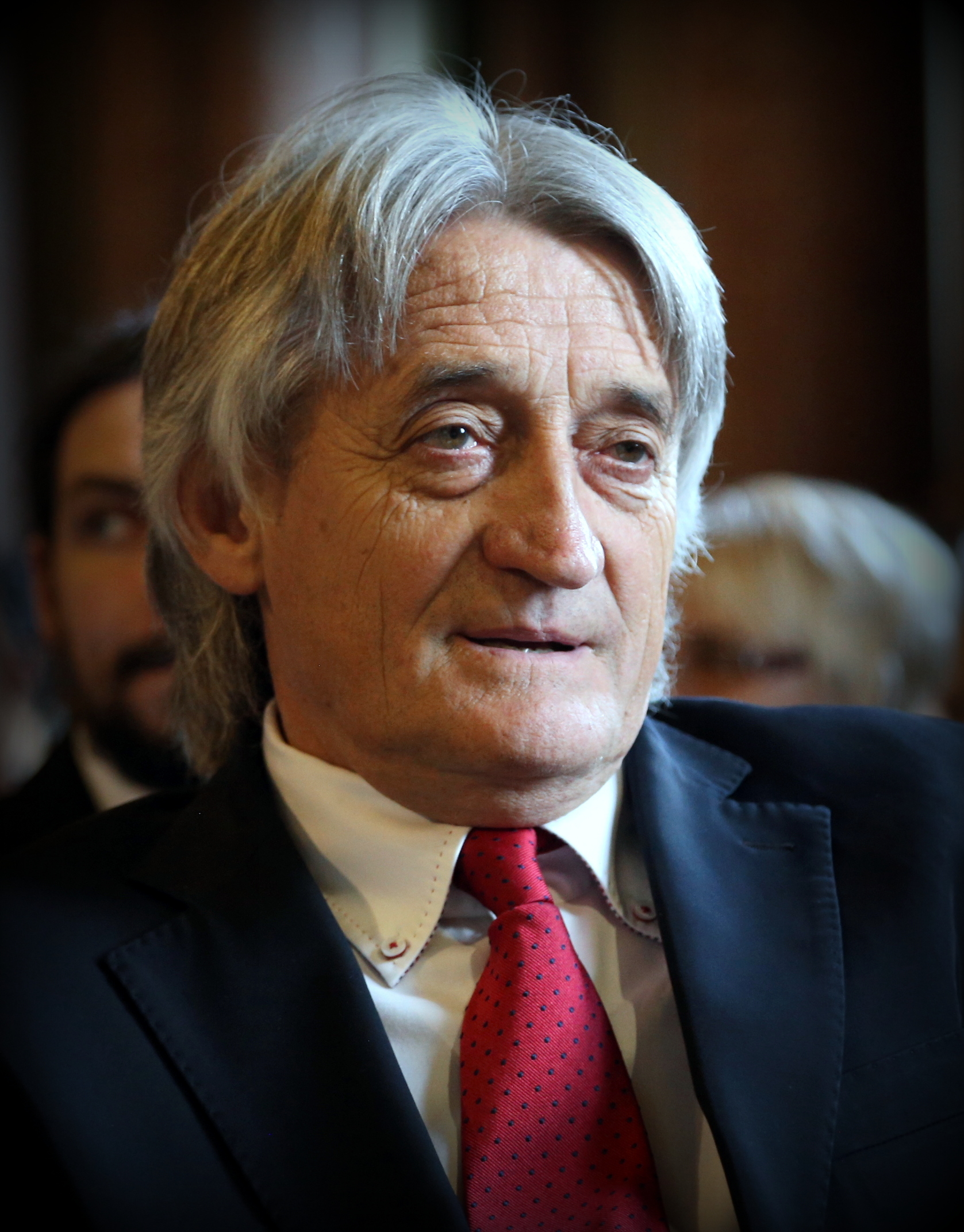
Lajos Kű

Lajos Kű (geboren 5 juli 1948 in Székesfehérvár, Fejér) is een voormalig Hongaarse voetballer. Hij speelde merendeels als aanvaller. Opmerkelijk is dat hij de finale van de Europacup I van 1978 speelde als vervanger van de toen geblesseerde Raoul Lambert. Dit was amper zijn tweede (en meteen zijn laatste match) voor Club Brugge.

## Erelijst

### Club

#### Ferencváros TC
- Hongaarse beker: 1971-72, 1973-74

#### Club Brugge[2]
- Europacup I: 1977-78 (finalist)[3]

### Internationaal

#### Hongarije
- Olympische Spelen: 1972 (zilveren medaille)

## Referentielijst
1. ↑  Lajos Kü. Club Brugge (19 september 2017). Gearchiveerd op 13 april 2021. Geraadpleegd op 6 november 2020.
2. ↑  Club Brugge | Palmares. Gearchiveerd op 31 maart 2023.
3. ↑  Uefa.com 1978 final highlights: Liverpool 1-0 Club Brugge. Gearchiveerd op 11 augustus 2023.